# フランス国鉄Z26700形電車
フランス国鉄Z26700形電車（フランスこくてつZ26700がたでんしゃ）、通称「オキシジェン」（フランス語: Oxygène）は、フランス国鉄（SNCF）が導入する電車の愛称。都市を結ぶ長距離列車に使用される最高速度200 km/hの車両で、スペインの鉄道車両メーカーであるCAFによって生産される。計画当初は「コンフォート200（Confort 200）」と呼ばれていた。

## 概要
2016年、SNCFは都市間列車「アンテルシテ（Intercités）」のうち、パリ - リモージュ - トゥールーズ間、パリ - クレルモン＝フェラン間を結ぶ列車で使用されている客車「コライユ（Corail）」の置き換えを目的に、最高速度200 km/hで走行可能な新型電車の製造メーカーの入札を実施し、2019年にスペインの鉄道車両メーカーであるCAFが28編成＋オプション75編成分の発注を獲得した。更に2024年12月にはボルドー - マルセイユ間の列車向けとして、オプション権を活用する形で22編成の追加発注が行われた。これらを基に、同社が製造する電車の愛称が「オキシジェン（Oxygène）」である。
10両編成の連接車で、編成内の3両（1 - 3号車）が1等車、7両（4 - 10号車）が2等車である。車内の床面高さは主電動機が搭載される動力台車の上部（1,070 mm）を除き800 mmで、従来の「コライユ」客車から低くなっている事でバリアフリー化や乗降の容易さが図られている。車体はアルミニウム製で、「コライユ」客車と比較して軽量化が実現している。
車内の座席は人間工学に基づいた快適性を重視した構造になっており、充電用ソケットやUSBポートが設置されている他、wi-fi通信にも対応している。また、車内にはケータリングサービスに対応した物流スペースが設けられる。また、2等車のうち2両（4・5号車）には車椅子で利用可能なフリースペースや、自転車が固定可能な設備が設置されている。
契約当初は2023年に営業運転開始を予定し、同年までに全編成が納入される事になっていたが、新型コロナウイルス感染症（COVID-19）の影響に加え、主電動機や制御装置の不備の改善などにより大幅な遅延が生じた。2024年5月時点ではチェコのヴェリム鉄道試験線での試運転が行われている段階にあり、パリ - リモージュ - トゥールーズ、パリ - クルンモン＝フェラン間は2027年、ボルドー - マルセイユ間は2028年から2029年にかけての営業運転開始を予定している。また、導入に際しては整備工場の建設も行われる事になっている。製造はスペインのベアサイン、フランスのバニェール＝ド＝ビゴールやライヒスホーフェンにCAFが設けている工場で実施される。